# Olof Åkerrén
Olof Åkerrén, född den 24 juli 1856 i Västra Vingåkers socken, Södermanlands län, död den 1 augusti 1940 i Västerås, var en svensk ämbetsman.
Åkerrén avlade hovrättsexamen vid Uppsala universitet 1883. Han var länsbokhållare i Västerbottens län 1886–1893, landskamrerare i samma län 1893–1903 och i Västmanlands län 1903–1924. Åkerrén blev riddare av Nordstjärneorden 1900 och kommendör av andra klassen av Vasaorden 1915. Han vilar på Västra Vingåkers kyrkogård.